# Географія Суринаму
Суринам — південноамериканська країна, що знаходиться на крайній півночі континенту . Загальна площа країни 163 820 км² (92-ге місце у світі), з яких на суходіл припадає 156 тис. км², а на поверхню внутрішніх вод — 7 820 км². Площа країни у 4 рази менша за площу території України. 

## Назва
Офіційна назва — Республіка Суринам, Суринам (нід. Republiek Suriname; Suriname). Назва країни походить від назви головної річки країни — Суринам. Назва гідроніму виводиться від індіанського племені суринен (нід. Surinen), групи таїно аравакської мовної сім'ї, яка населяла цю частину Південної Америки до прибуття європейських колонізаторів. Колишня, до 1975 року, нідерландська колонія Нідерландська Гвіана.

## Географічне положення
Суринам — південноамериканська країна, що межує з трьома іншими країнами: на сході — з Французькою Гвіаною (спільний кордон — 556 км), на півдні — з Бразилією (515 км), на заході — з Гаяною (836 км). Загальна довжина державного кордону — 1907 км. Суринам на півночі омивається водами Атлантичного океану. Загальна довжина морського узбережжя 386 км.
Згідно з Конвенцією Організації Об'єднаних Націй з морського права (UNCLOS) 1982 року, протяжність територіальних вод країни встановлено в 12 морських миль (22,2 км). Виключна економічна зона встановлена на відстань 200 морських миль (370,4 км) від узбережжя.

### Час
Час у Суринамі: UTC-3 (-5 годин різниці часу з Києвом).

## Геологія

### Корисні копалини
Надра Суринаму багаті на ряд корисних копалин: каолін, боксити, золото, нікель, мідь, платину, залізну руду.

## Рельєф
Середні висоти — 246 м; найнижча точка — пониззя на океанічному узбережжі (-2 м); найвища точка — гора Юліана (1230 м). Більша частина території країни знаходиться на північному сході Ґвіанського плоскогір'я (висоти до 1200 м). На півночі — Ґвіанська низовина шириною від 25 км на сході до 80 км на заході складена алювіальними і морськими пісками і глинами. Поверхня плоска заболочена, місцями перетнута береговими валами і розчленована ріками. Ґвіанське плоскогір'я складене древніми кристалічними породами. Поверхня значною мірою покрита вологим тропічним лісом. На загальному згладженому фоні виділяються водороздільні гірські масиви і кряжі, особливо гори Вільгельміна з найвищою точкою країни — горою Юліана.

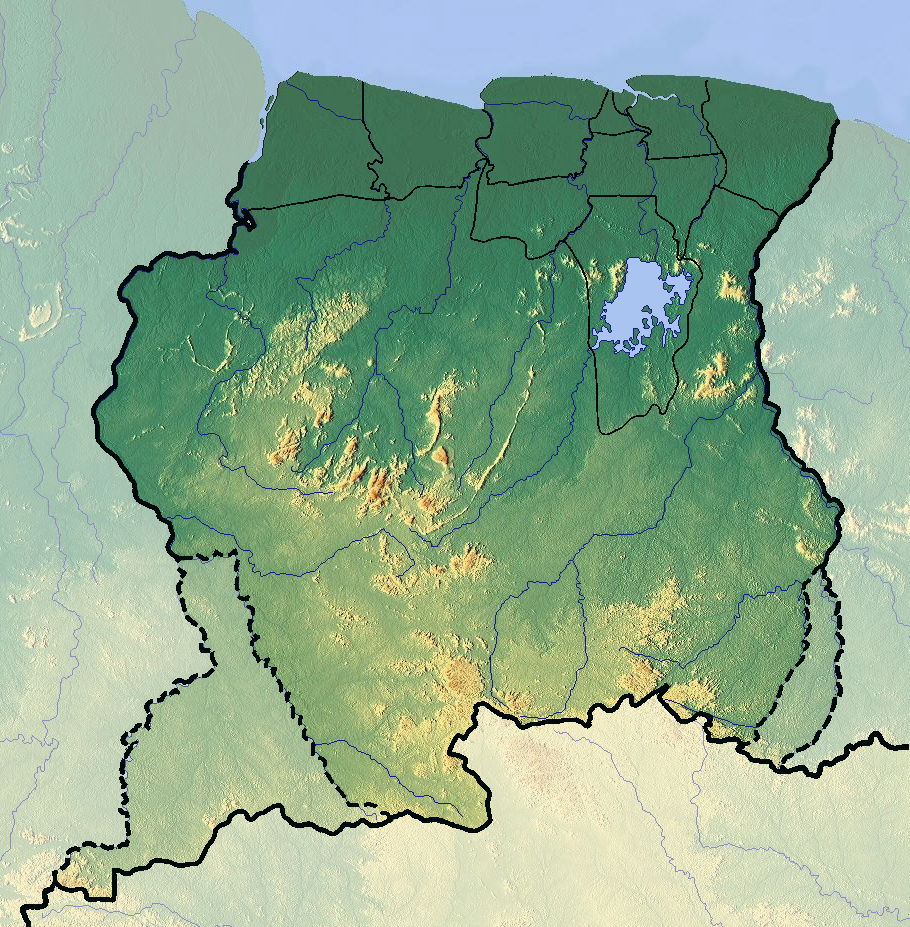
Рельєф Суринаму
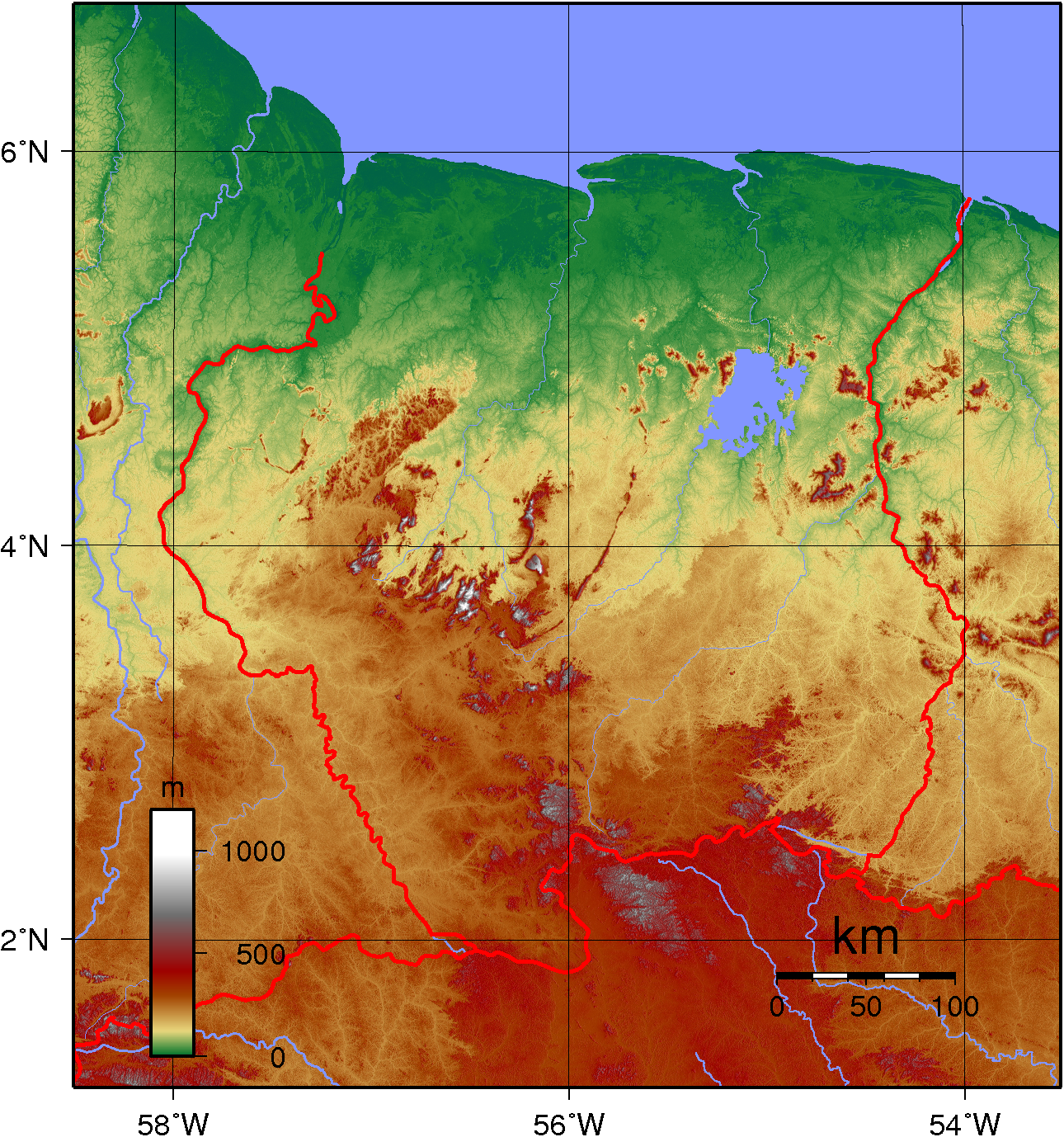
Гіпсометрична карта Суринаму
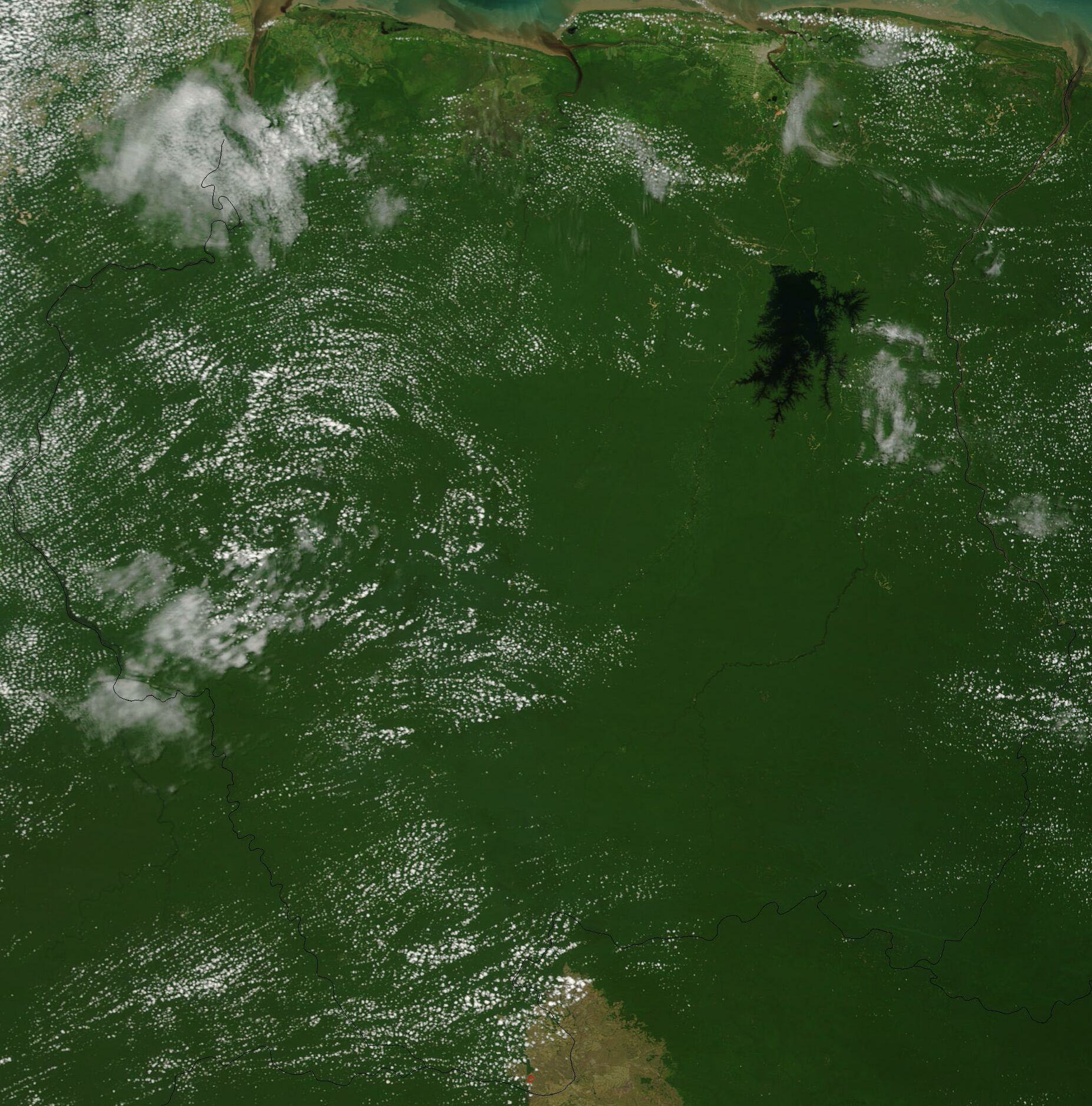
Супутниковий знімок поверхні країни
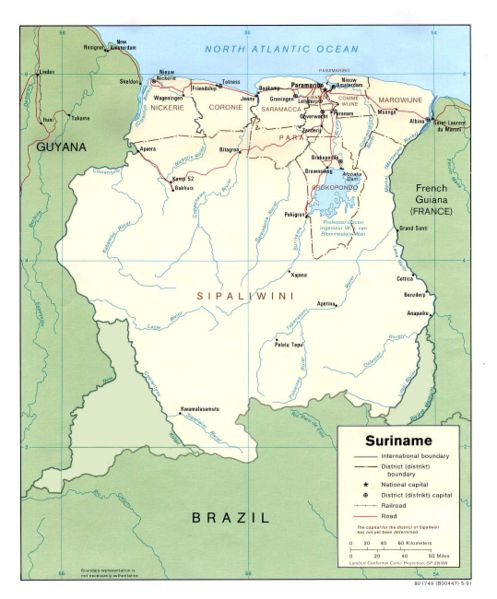
Карта країни (англ.)

## Клімат
Територія Суринаму лежить у субекваторіальному кліматичному поясі. Влітку переважають екваторіальні повітряні маси, взимку — тропічні. Влітку вітри дмуть від, а взимку до екватора. Сезонні амплітуди температури повітря незначні, зимовий період не набагато прохолодніший за літній. Зволоження достатнє, у літньо-осінній період з океанів можливе надходження тропічних циклонів.

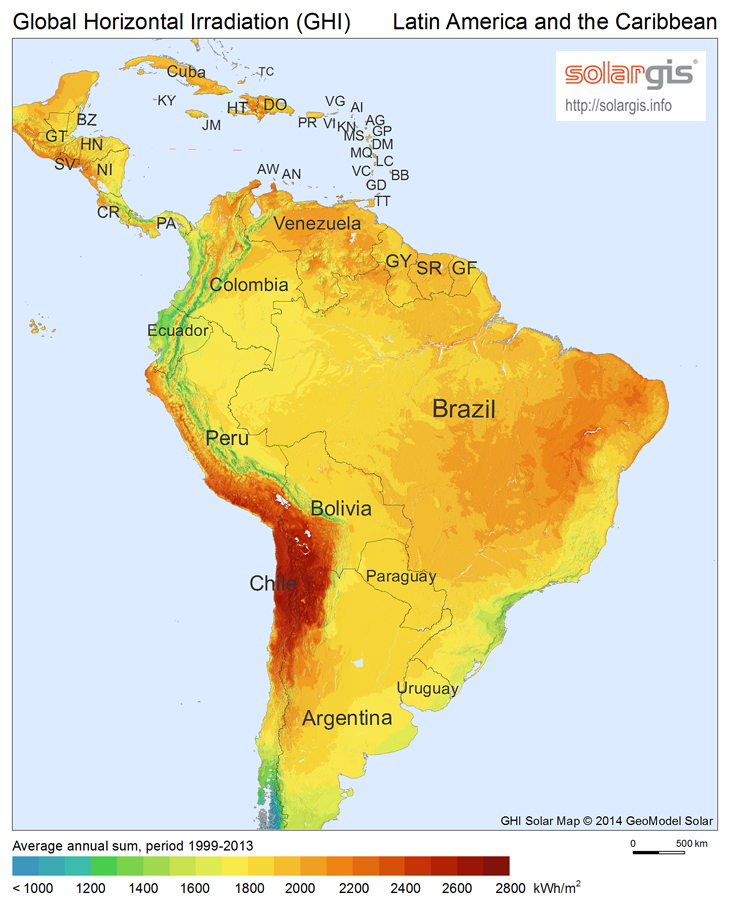
Сонячна радіація (англ.)
Кліматична карта Суринаму (за Кеппеном)

Суринам є членом Всесвітньої метеорологічної організації (WMO), в країні ведуться систематичні спостереження за погодою.

## Внутрішні води
Загальні запаси відновлюваних водних ресурсів (ґрунтові і поверхневі прісні води) становлять 122 км³. Станом на 2012 рік в країні налічувалось 570 км² зрошуваних земель.

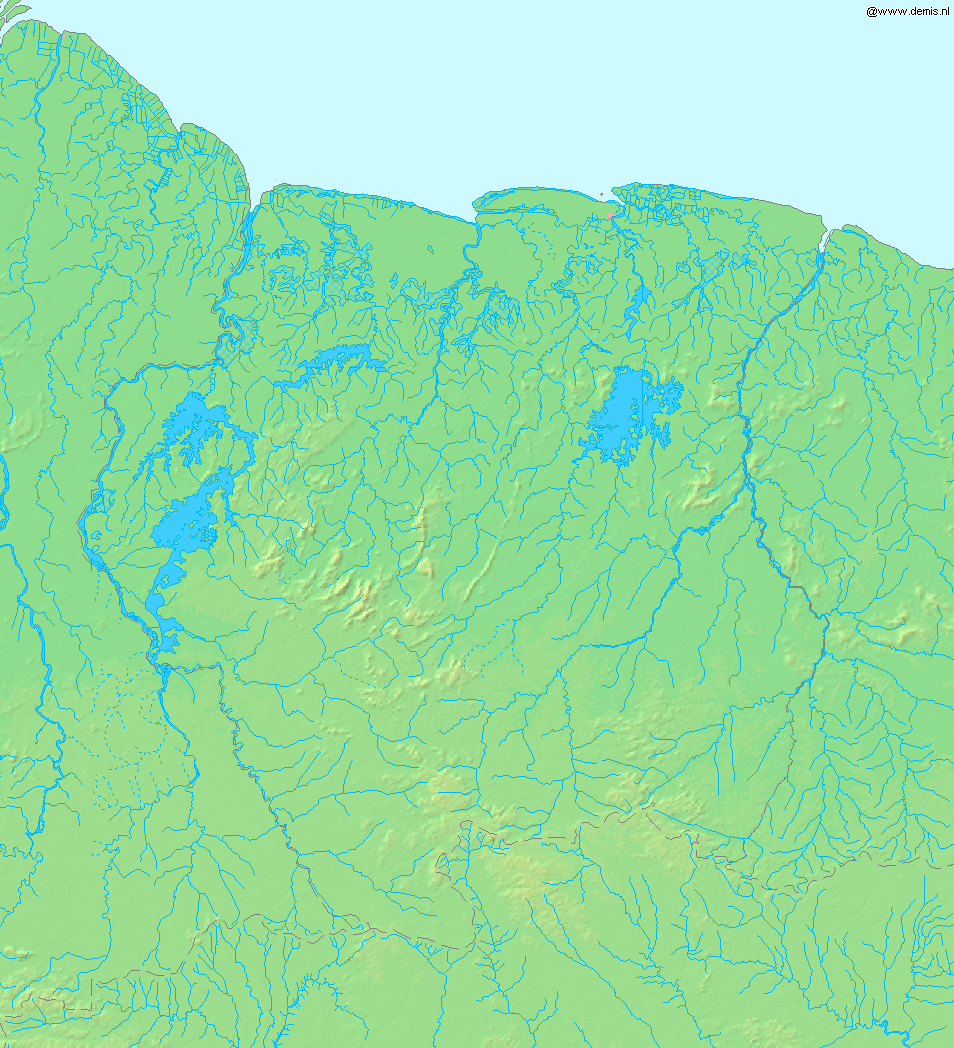
Гідрографічна мережа Суринаму
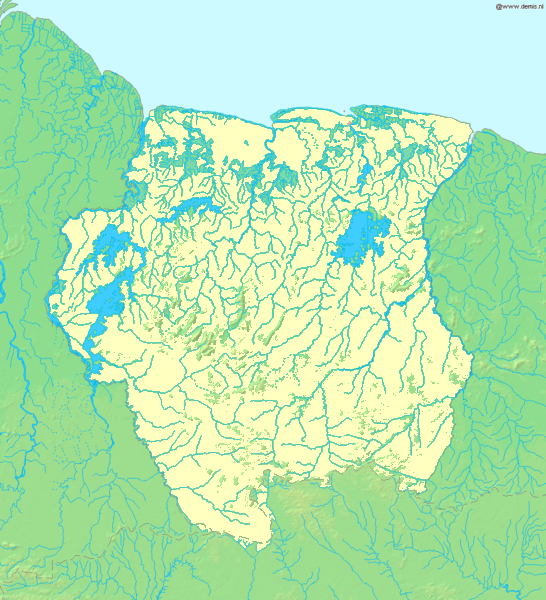
Гідрографічна мережа Суринаму
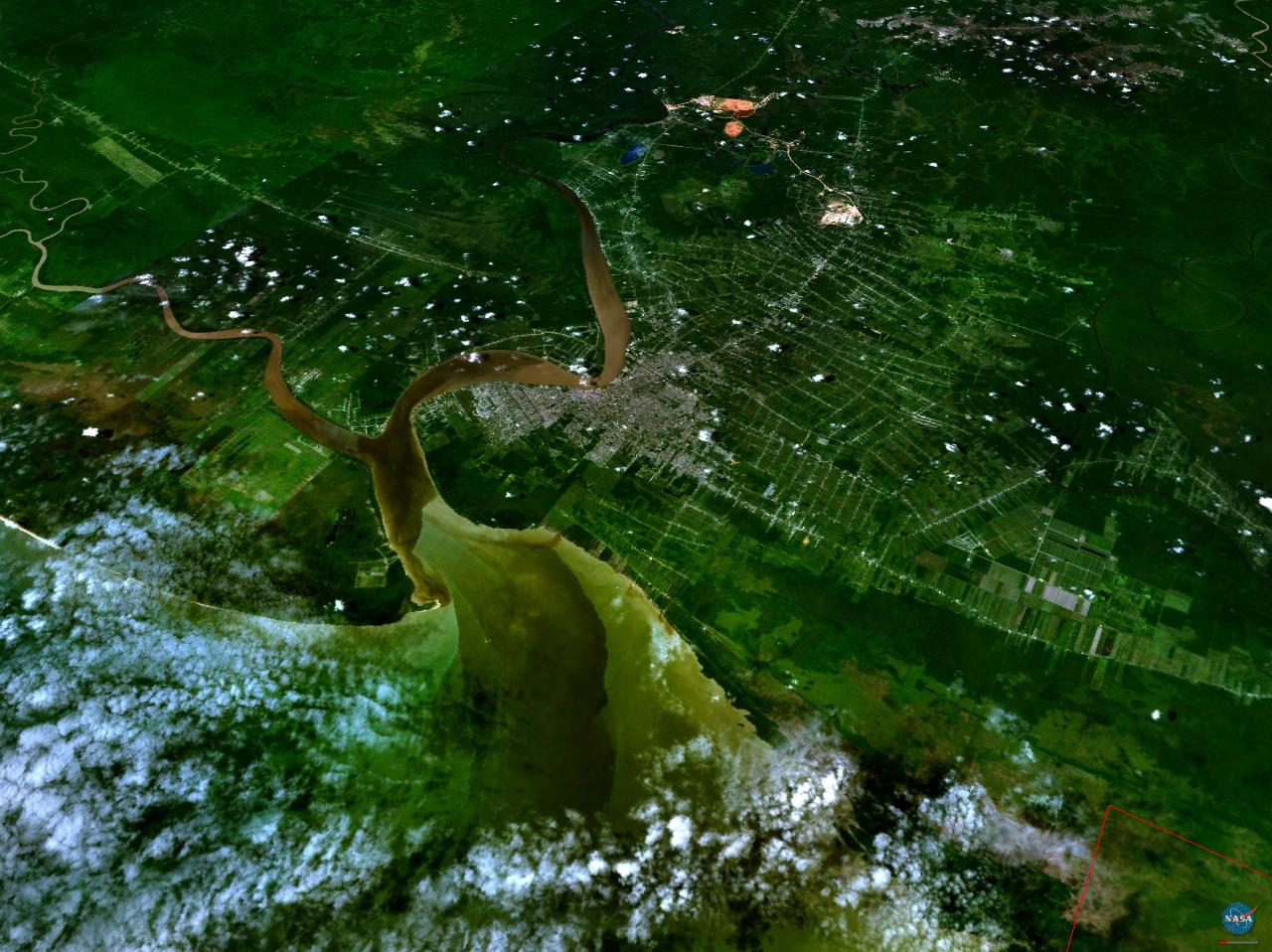
Річка Суринам поблизу Парамарибо з космосу
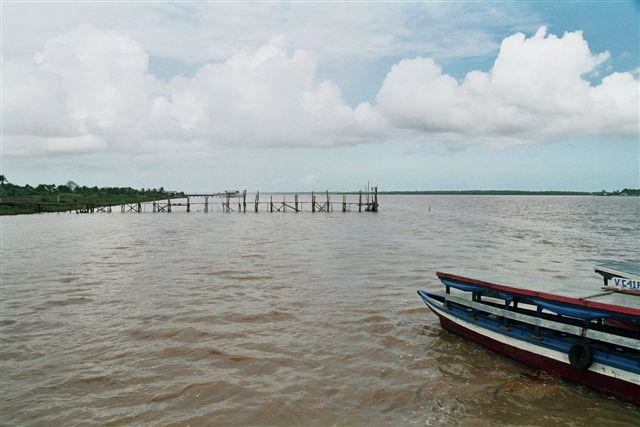
Річка Суринам
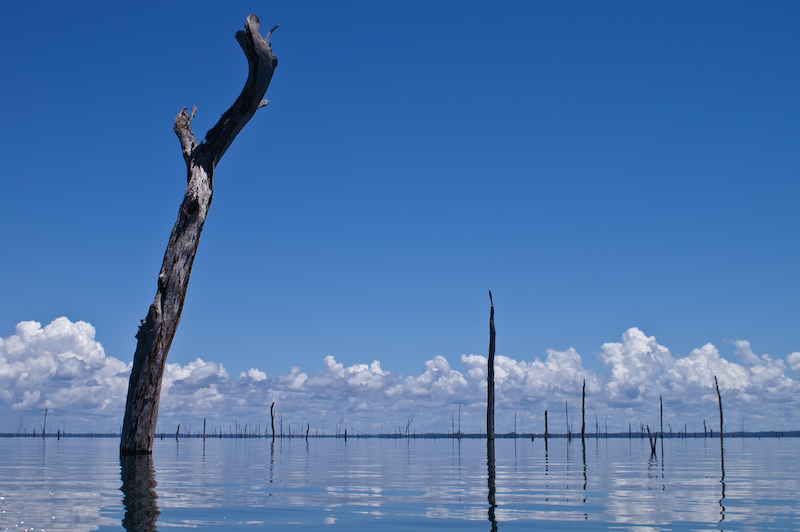
Водосховище Брокопондо

### Річки
Річки країни належать басейну Атлантичного океану. Головні річки: Корантейн, Мароні, Суринам, Коппенаме, Гран-Ріо, Маровейне.

## Рослинність
На території Суринаму виділяють прибережну Ґвіанськую низовину, пояс саван і пояс тропічних лісів Ґвіанського плоскогір'я. Збереглися окремі лісові масиви. Невеликі вогнища землеробства приурочені до берегових валів і осушених ділянок боліт. Південніше на схилах Ґвіанського плоскогір'я поширений вузький пояс саван. Ґрунти тут малородючі, землеробство слабо розвинене і носить споживчий характер.
Земельні ресурси Суринаму (оцінка 2011 року):
- придатні для сільськогосподарського обробітку землі — 0,5 %,
  - орні землі — 0,4 %,
  - багаторічні насадження — 0 %,
  - землі, що постійно використовуються під пасовища — 0,1 %;
- землі, зайняті лісами і чагарниками — 94,6 %;
- інше — 4,9 %[1].

## Тваринний світ
У зоогеографічному відношенні територія країни відноситься до Амазонської провінції Гвіано-Бразильської підобласті Неотропічної області.

## Охорона природи
Суринам є учасником ряду міжнародних угод з охорони навколишнього середовища:
- Конвенції про біологічне різноманіття (CBD),
- Рамкової конвенції ООН про зміну клімату (UNFCCC),
- Кіотського протоколу до Рамкової конвенції,
- Конвенції ООН про боротьбу з опустелюванням (UNCCD),
- Конвенції про міжнародну торгівлю видами дикої фауни і флори, що перебувають під загрозою зникнення (CITES),
- Конвенції з міжнародного морського права,
- Лондонської конвенції про запобігання забрудненню моря скиданням відходів,
- Монреальського протоколу з охорони озонового шару,
- Міжнародної конвенції запобігання забрудненню з суден (MARPOL),
- Міжнародної угоди про торгівлю тропічною деревиною 1994 року,
- Рамсарської конвенції із захисту водно-болотних угідь[12],
- Міжнародної конвенції з регулювання китобійного промислу[1].

## Стихійні лиха та екологічні проблеми
На території країни спостерігаються небезпечні природні явища і стихійні лиха: потенційні несприятливі метеорологічні умови.
Серед екологічних проблем варто відзначити:
- знеліснення через лісозаготівлі тропічної деревини на експорт;
- незначне забруднення вод гірничими підприємствами.

## Фізико-географічне районування
У фізико-географічному відношенні територію Суринаму можна розділити на _ райони, що відрізняються один від одного рельєфом, кліматом, рослинним покривом: .

### Українською
- Атлас світу / голов. ред. І. С. Руденко ; зав. ред. В. В. Радченко ; відп. ред. О. В. Вакуленко. — К. : ДНВП «Картографія», 2005. — 336 с. — ISBN 9666315467.
- Атлас. 7 клас. Географія материків і океанів / Укладачі О. Я. Скуратович, Н. І. Чанцева. — К. : ДНВП «Картографія», 2014.
- Бєлозоров С. Т. Географія материків. — К. : Вища школа, 1971. — 371 с.
- Барановська О. В. Фізична географія материків і океанів : навч. посіб. для студентів ВНЗ : [у 2 ч.]. — Н. : Ніжинський державний університет ім. Миколи Гоголя, 2013. — 306 с. — ISBN 978-617-527-106-3.
- Суринам // Гірничий енциклопедичний словник : [у 3-х тт.] / за ред. В. С. Білецького. — Д. : Східний видавничий дім, 2004. — Т. 3. — 752 с. — ISBN 966-7804-78-X.
- Дубович І. А. Країнознавчий словник-довідник. — 5-те вид., перероб. і доп. — К. : Знання, 2008. — 839 с. — ISBN 978-966-346-330-8.
- Панасенко Б. Д. Фізична географія материків : навч. посіб. : в 2 ч. — В. : ЕкоБізнесЦентр, 1999. — 200 с.
- Юрківський В. М. Регіональна економічна і соціальна географія. Зарубіжні країни: Підручник. — 2-ге. — К. : Либідь, 2001. — 416 с. — ISBN 966-06-0092-5.

### Англійською
- (англ.) Graham Bateman. The Encyclopedia of World Geography. — Andromeda, 2002. — 288 с. — ISBN 1871869587.

### Російською
- (рос.) Суринам // Латинская Америка. Энциклопедический справочник [в 2-х тт.] / Главный редактор В. В. Вольский. — М. : Советская энциклопедия, 1982. — Т. 2. К-Я. — 656 с.
- (рос.) Авакян А. Б., Салтанкин В. П., Шарапов В. А. Водохранилища. — М. : Мысль, 1987. — 326 с. — (Природа мира)
- (рос.) Алисов Б. П., Берлин И. А., Михель В. М. Курс климатологии [в 3-х тт.] / под. ред. Е. С. Рубинштейна. — Л. : Гидрометиздат, 1954. — Т. 3. Климаты земного шара. — 320 с.
- (рос.) Апродов В. А. Зоны землетрясений. — М. : Мысль, 2010. — 462 с. — (Природа мира) — ISBN 978-5-244-01122-7.
- (рос.) Букштынов А. Д., Грошев Б. И., Крылов Г. В. Леса. — М. : Мысль, 1981. — 316 с. — (Природа мира)
- (рос.) Власова Т. В. Физическая география материков. С прилегающими частями океанов. Южная Америка, Африка, Австралия и Океания, Антарктида. — 4-е, перераб. — М. : Просвещение, 1986. — 269 с.
- (рос.) Гвоздецкий Н. А. Карст. — М. : Мысль, 1981. — 214 с. — (Природа мира)
- (рос.) Гвоздецкий Н. А., Голубчиков Ю. Н. Горы. — М. : Мысль, 1987. — 400 с. — (Природа мира)
- (рос.) Дорст Ж. Центральная и Южная Америка. — М. : Прогресс, 1977. — 318 с. — (Континенты, на которых мы живем)
- (рос.) Географический энциклопедический словарь: географические названия / под. ред. А. Ф. Трёшникова. — 2-е изд., доп. — М. : Советская энциклопедия, 1989. — 585 с. — ISBN 5-85270-057-6.
- (рос.) Исаченко А. Г., Шляпников А. А. Ландшафты. — М. : Мысль, 1989. — 504 с. — (Природа мира) — ISBN 5-244-00177-9.
- (рос.) Каплин П. А., Леонтьев О. К., Лукьянова С. А., Никифоров Л. Г. Берега. — М. : Мысль, 1991. — 480 с. — (Природа мира) — ISBN 5-244-00449-2.
- (рос.) Словарь современных географических названий / под общей редакцией акад. В. М. Котлякова. — Екатеринбург : У-Фактория, 2006.
- (рос.) Литвин В. М., Лымарев В. И. Острова. — М. : Мысль, 2010. — 288 с. — (Природа мира) — ISBN 978-5-244-01129-6.
- (рос.) Лобова Е. В., Хабаров А. В. Почвы. — М. : Мысль, 1983. — 304 с. — (Природа мира)
- (рос.) Максаковский В. П. Географическая картина мира. Книга I: Общая характеристика мира. — М. : Дрофа, 2008. — 495 с. — ISBN 978-5-358-05275-8.
- (рос.) Максаковский В. П. Географическая картина мира. Книга II: Региональная характеристика мира. — М. : Дрофа, 2009. — 480 с. — ISBN 978-5-358-06280-1.
- (рос.) Суринам // Поспелов Е. М. Топонимический словарь. — М. : АСТ, 2005. — 229 с. — ISBN 5-17-016407-6.
- (рос.) География / под ред. проф. А. П. Горкина. — М. : Росмэн-Пресс, 2006. — 624 с. — (Современная иллюстрированная энциклопедия) — ISBN 5-353-02443-5.
- (рос.) Физико-географический атлас мира. — М. : Академия наук СССР и Главное управление геодезии и картографии ГУГК СССР, 1964. — 298 с.
- (рос.) Энциклопедия стран мира / глав. ред. Н. А. Симония. — М. : НПО «Экономика» РАН, отделение общественных наук, 2004. — 1319 с. — ISBN 5-282-02318-0.